# Historiographie de la Suisse

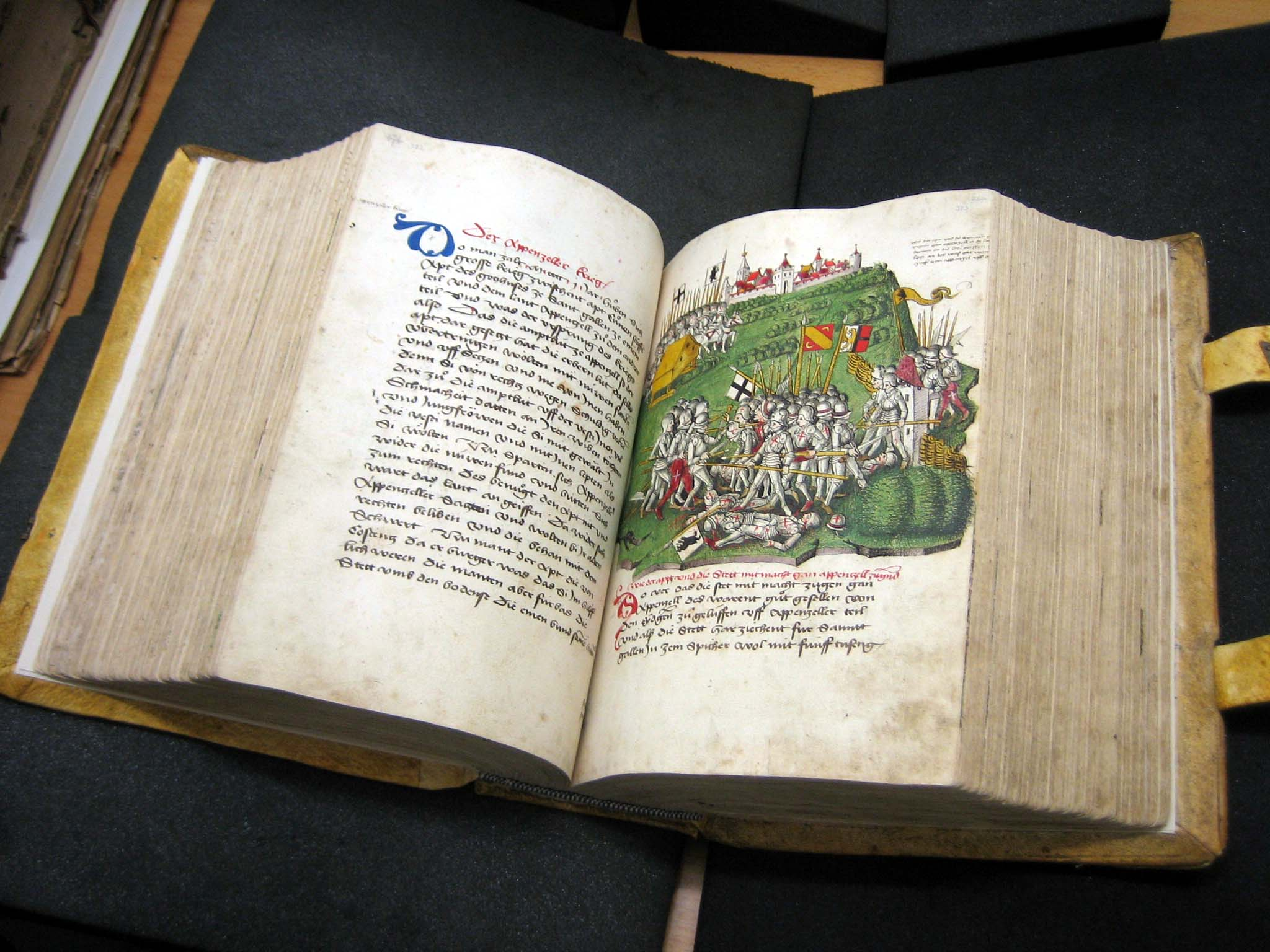
Un exemplaire original de la Tschachtlanchronik

L'historiographie de la Suisse est l'étude de l'histoire de la Suisse. Elle débute au XVe siècle avec une série de chroniques illustrées retraçant l'histoire de la fondation de la Confédération des III cantons comme alliance défensive contre les puissances européennes et se poursuit jusqu'au XXe siècle avec un élargissement des thèmes abordés qui s'écartent progressivement d'une vision strictement politique et militaire pour aborder différents sujets, tels que l'histoire économique, sociale ou du droit dans le pays.

## Histoire de l'historiographie en Suisse

### Du Moyen Âge à la formation de la Confédération

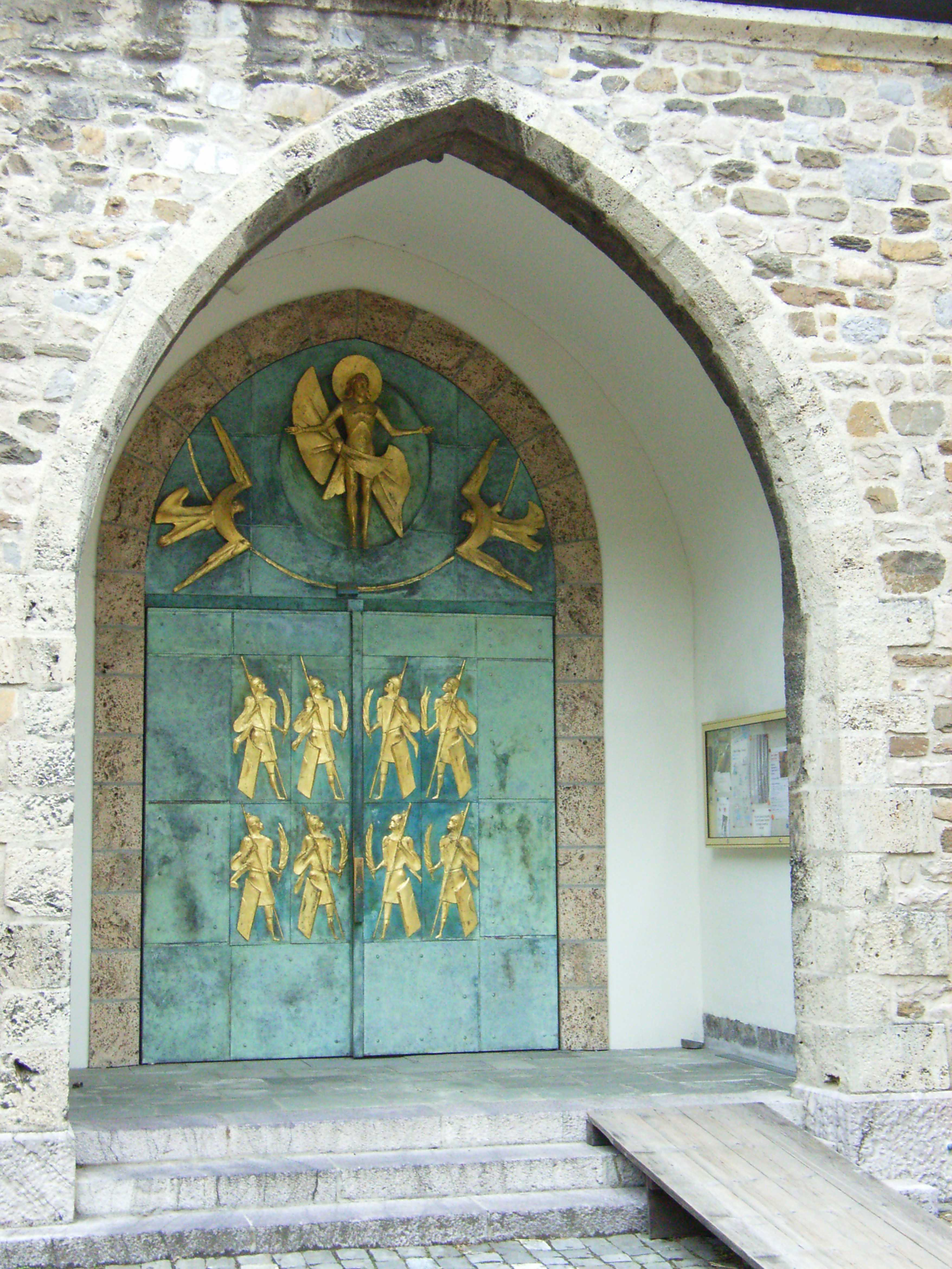
Le portail de l'abbaye de St-Maurice

Les premiers récits historiques sur le territoire qui deviendra la Suisse par la suite, sont écrits par des religieux et datent du Haut Moyen Âge, alors que le pays est divisé entre les Burgondes à l'ouest et les Alamans à l'est de l'Aar[réf. nécessaire].
Dans la culture burgonde, l'évêque Marius d'Avenches est considéré comme le « premier historien suisse » grâce à sa chronique historique qui couvre les évènements entre 455 et 581. Il est suivi par les moines de l'abbaye territoriale de Saint-Maurice d'Agaune qui rédigent, au VIe siècle une Vita abbatum acaunensium décrivant la vie du fondateur de l'abbaye Sigismond et des premiers Abbés, puis par la Vita patrum jurensium, datant du même siècle et qui décrit l'installation monastique des « Pères du Jura » que sont les deux frères saint Lupicin, saint Romain puis leur successeur saint Oyand.
Du côté alaman, les premiers récits historiques datent du VIIIe siècle et viennent de l'abbaye de Saint-Gall et du monastère de Reichenau ; ils décrivent la vie de certains des saints locaux, tel que celle de Saint Gall dans deux ouvrages signés respectivement par Wettinus entre 816 et 824 puis par Walafrid Strabo entre 833 et 834 ou de saint Otmar, premier abbé. À partir de 890, le moine Ratpert commence la rédaction d'une Casus sancti Galli, chronique retraçant l'histoire de l'abbaye, qui sera poursuivie par six auteurs différents jusqu'en 1234 qui représente un important témoignage historique sur l'époque carolingienne. Les moines rédigent également des vitae de personnages non religieux, comme c'est le cas par exemple pour Notker le Bègue de Saint-Gall qui rédige, à la fin du IXe siècle, une Gesta Karoli Magni sur la vie de Charlemagne.
Dès le VIIIe siècle les différentes abbayes du territoire publient tour à tour des « annales » qui rapportent, parfois au jour le jour, les évènements contemporains vus par des moines, souvent anonymes. Après les premières Annales Alamannici, composées initialement entre 709 et 799 puis continuées sous le nom d'Annales Sangallenses majores à Saint-Gall jusqu'en 926 et à Reichenau jusqu'en 939, apparaissent successivement au Xe siècle celles d'Einsiedeln appelées les Annales Einsidlenses, au XIe siècle celles du chapitre de Zurich et celles du couvent d'Allerheiligen baptisées les Annales Scafhusenses, puis, dès le XIe siècle, celle d'Engelberg, appelées Annales Engelbergenses qui continuent celles commencées à Saint-Blaise et se poursuivent jusqu'en 1546. Cette tradition est également reprise du côté burgond de la frontière où l'évêché de Lausanne tient, du IXe au XIe siècle, des Annales Lausannenses (ou Lausonenses).

### De la Confédération des trois cantons à la Réforme protestante

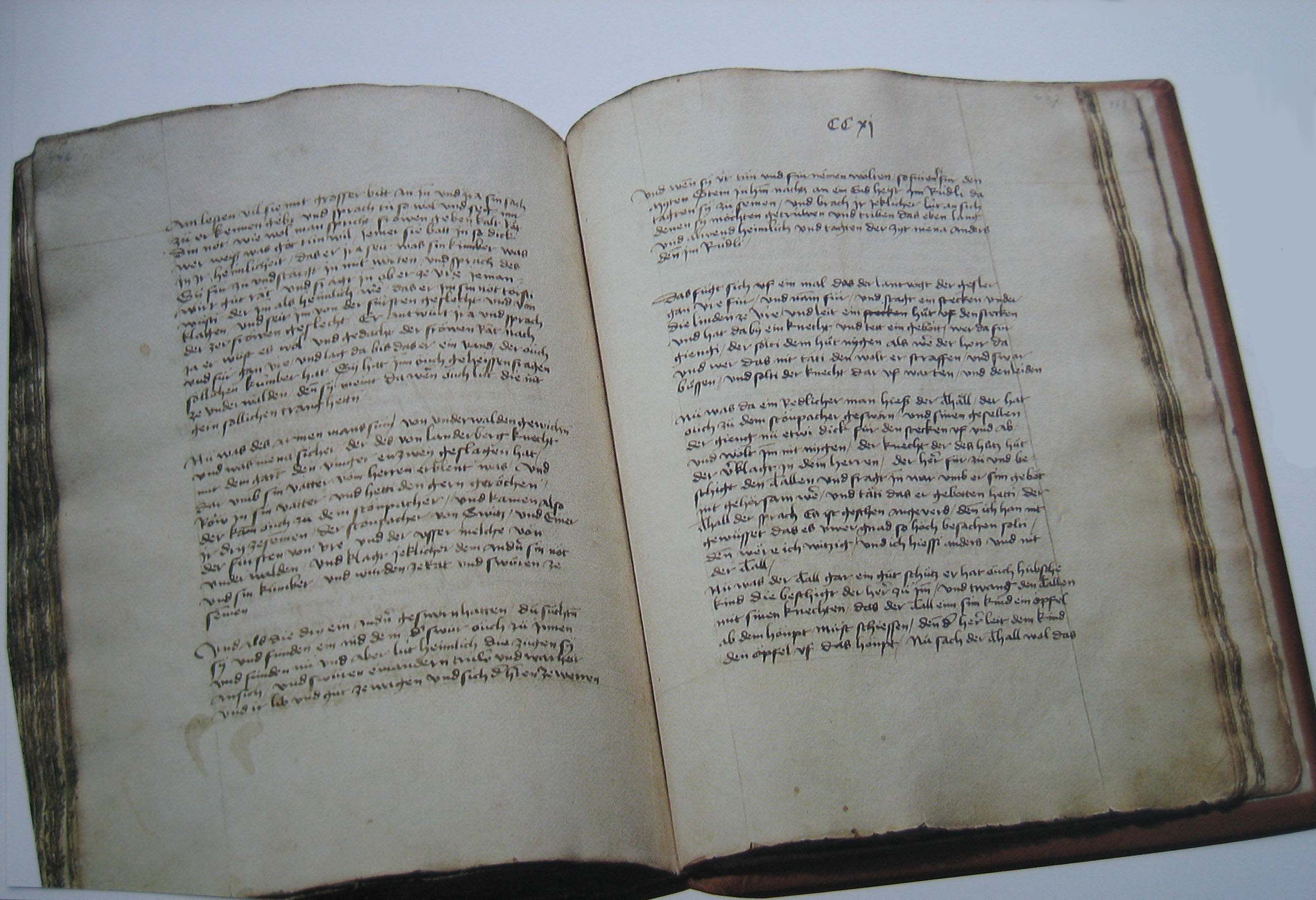
Le Livre blanc de Sarnen.

Les évènements marquant la formation de la Confédération des III cantons sont largement célébrés dans des chants et poèmes populaires, tels que le Sempacherlied ou la Tellenlied, appelé en français la « ballade de Tell », qui se transmettent oralement à travers les générations.
En 1468, Hans Schriber aidé des clecs de la chancellerie d'Obwald réunit l'ensemble des actes officiels et traités signés entre les membres de l'ancienne Confédération dans un ouvrage unique relié de parchemin blanc qui va donner son nom à ce Livre blanc de Sarnen, en référence au lieu où il est conservé. En plus des documents officiels, le livre contient également une chronique de l'histoire du pays et représente la source la plus ancienne relatant les différents mythes fondateurs de la Suisse que sont les histoires de Guillaume Tell, du serment du Grütli ou de la destruction des châteaux forts appartenant aux baillis des Habsbourg.
Cependant, ces mêmes évènements ne sont que peu relatés par les historiens de l'époque. Seule la Capella Heremitana de Rudolf von Radegg raconte par le détail l'attaque et le sac de l'abbaye d'Einsiedeln par les Schwytzois en 1314, évènement qui va déboucher sur la bataille de Morgarten quelques mois plus tard. Ces mêmes évènements, ainsi que la prise de pouvoir de Rudolf Brun en ville de Zurich, sont également décrits dans la Chronica Iohannis Vitodurani du moine franciscain Jean de Winterthour qui couvre les évènements s'étendant du pontificat d'Innocent II jusqu'à l'année 1348.

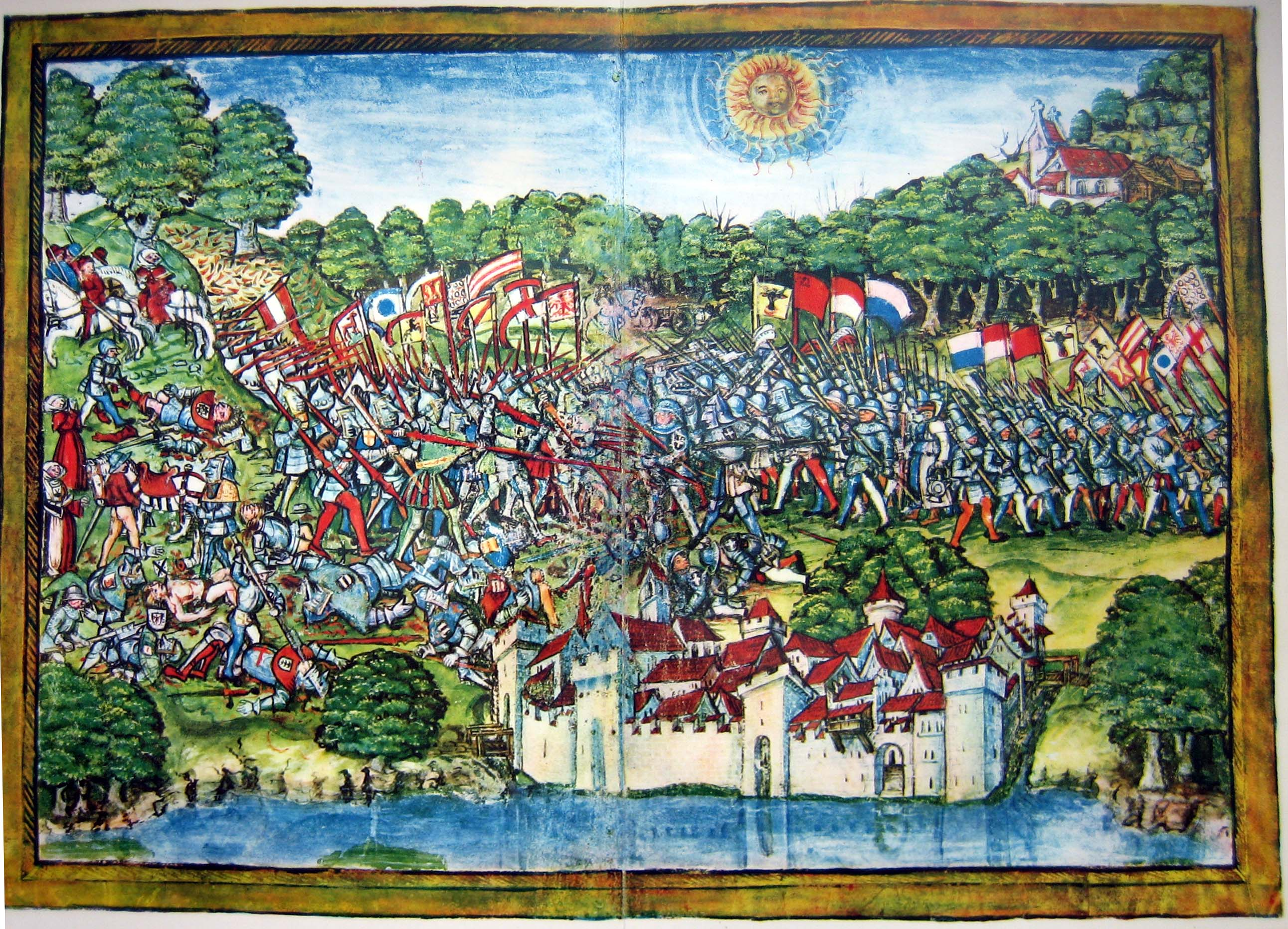
La bataille de Sempach vue par Diebold Schilling.

À partir du XVe siècle, on voit apparaître dans les villes de Lucerne, Zurich et Berne, qui rejoignent progressivement la jeune Confédération, des « chroniques » retraçant l'histoire de ces villes. Cet ouvrages, réalisés sur commande de notables de la ville, privilégient les éléments profanes en profitant du développement d'une première forme de sentiment « national ». Dans l'ordre chronologique, les plus anciennes chroniques qui nous sont parvenues sont les Berner Chronik (également appelées Berner Schilling ou Amtliche Chronik) de Konrad Justinger dont l'original écrit en 1423 a disparu mais dont une copie est conservée à Iéna. Ensuite, en 1470 et toujours à Berne, Bendict Tschachtlan et Heinrich Dittlinger terminent leur Tschachtlanchronik (littéralement chronique de Tschachtlan en hommage à son principal auteur), qui est la première à être illustrée par 230 images qui représentent principalement des scènes de bataille. À partir de 1483, le chroniqueur Diebold Schilling (dit « le Vieux » ou « le Majeur ») publie sa « Berner Schilling » en trois volumes qui couvre la période allant de la fondation de la ville de Berne jusqu'à la guerre de Bourgogne de 1483 dont elle est la source directe la plus complète et qui a été censurée pour des raisons politiques lors de sa première édition ; cette chronique est suivie par la « Spiezer Schilling ». Son neveu et homonyme, quant à lui, fait paraître en 1513 une « Luzerner Schilling » considérée « comme la plus belle chronique ancienne de la Confédération helvétique ». Le genre sera encore porté par la « Chronique fédérale » en trois volumes de Werner Schodoler de Bremgarten en 1514-1515 qui s'inspire fortement de Schilling, par l'abbé Christoph Silberysen en 1576 et enfin par une compilation de différents manuscrits et imprimés, baptisé « Wickiana » et publiés entre 1559 et 1587 par le chanoine de Zurich Johann Jakob Wick. Ces chroniques, dont la production est quasi uniquement concentrée dans les villes alémaniques du plateau suisse, présentent les évènements politiques et militaires chronologiquement en les alternant avec les mythes locaux ; les images, qui se succèdent dans certains cas à un rythme permettant de raconter une histoire suivie, constituent une importante source de renseignements sur les guerres, la vie politique et diplomatie, mais également sur les activités et les objets quotidiens.

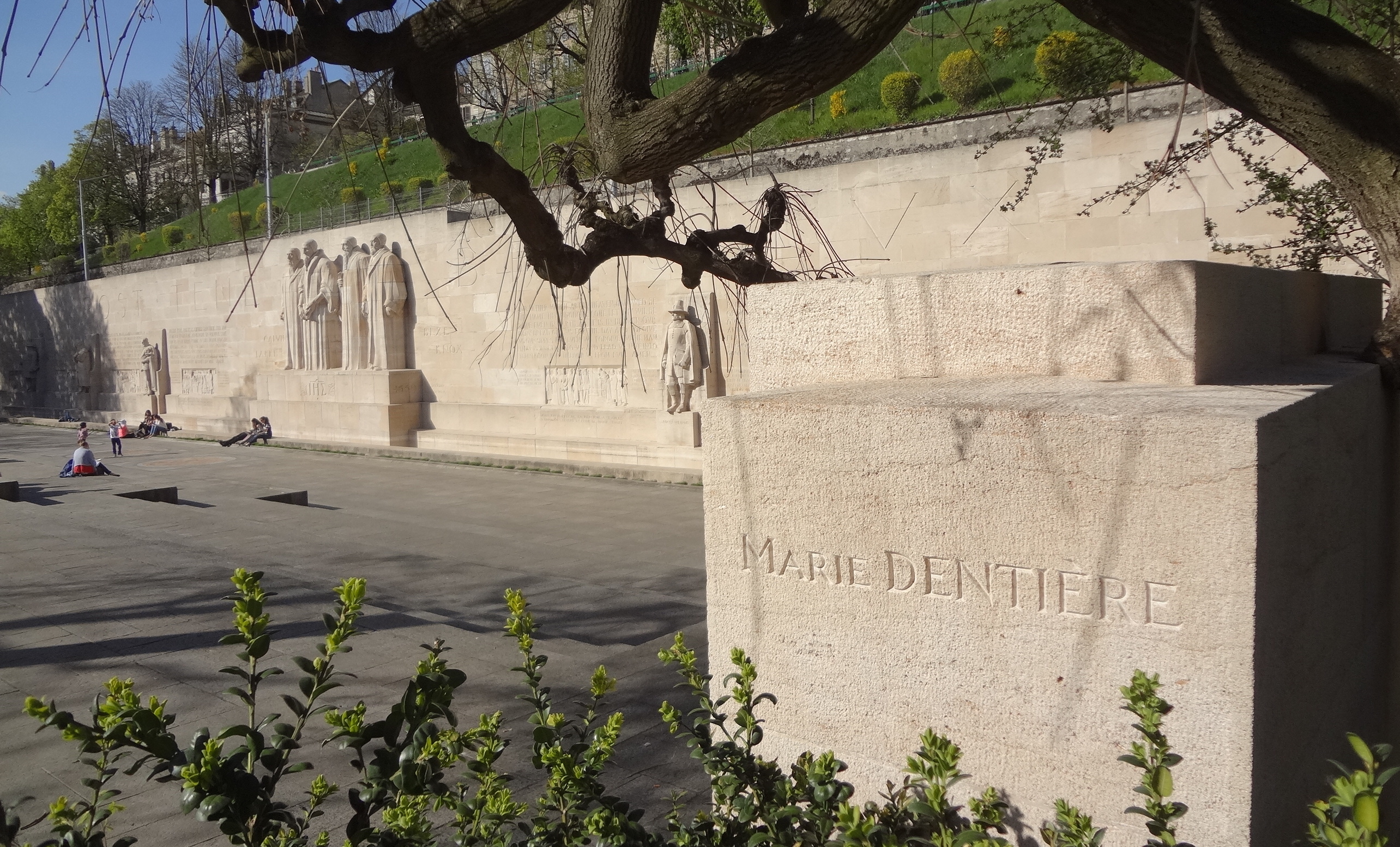
«Marie Dentière» (au premier plan) : inscription ajoutée en 2002 au Mur des Réformateurs à Genève.

Marie Dentière décrit dans un texte de 1536 les trente années précédant la libération de Genève par l’armée bernoise de la Savoie. Le document est longtemps resté anonyme et s’intitule : La guerre et deslivrance de la ville de Genève..... Ce texte fut longtemps attribué à Antoine Froment, mais l’éditeur de 1881, Albert Rilliet, compare attentivement les styles de Froment et de Dentière et arrive à la conclusion que l’autrice est Marie Dentière, ce que confirme Isabelle Graesslé, directrice du Musée de la Réforme en 2003.
C'est également du XVe siècle qu'est daté la Chronique des chanoines de Neuchâtel, éditée en 1839 par Michaud, diffusée dans le pays dès la seconde moitié du XVIIIe siècle et qui connait un succès public important dans le domaine de la lexicographie. Cet ouvrage sera cependant dénoncé au milieu du XIXe siècle comme étant un faux, bien qu'il soit encore exploité comme source primaire pendant de nombreuses années.

### De la Réforme à l'époque des Lumières

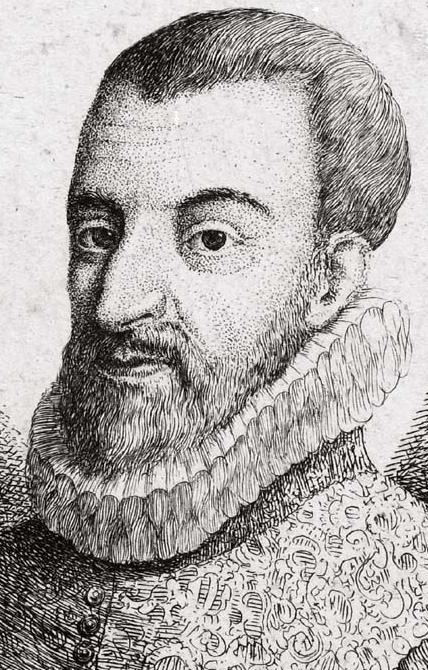
Aegidius Tschudi

Au début du XVIe siècle, l'arrivée de l'imprimerie permet une plus large diffusion des ouvrages : ainsi, la Kronica von der loblichen Eydtgnoschaft du lucernois Petermann Etterlin est le premier ouvrage historique suisse à être imprimé en 1507. Il est suivi par le zurichois Johannes Stumpf qui fait publier, en 1548 une Gemeiner loblicher Eydtgnoschaft Stetten, Landen und Völkeren Chronik wiriger Thaaten Beschreibung rédigée avec l'aide de plusieurs historiens de l'époque et largement illustrée et accompagnée de cartes topographiques. Cette chronique ne s'arrête toutefois pas aux frontières des XIII cantons qui composent alors la Suisse, mais s'étend aux différents États alliés, tels que le Valais à qui le livre XI de la chronique est entièrement consacré.
C'est ensuite le glaronais Aegidius Tschudi qui est l'auteur en 1569 d'une Chronicon Helveticum composée d'un millier de documents retraçant l'histoire du pays de l'antiquité jusqu'à son époque ; cet ouvrage ne sera toutefois pas imprimé avant 1734, soit près de 200 ans après sa rédaction. Le succès rencontré par ces ouvrages encourage la parution de plusieurs histoires cantonales ou limitées à des villes, renouveau de la tradition des chroniques municipales dans une période où la notion de fédéralisme l'emporte sur celle du pays : Johann Heinrich Rahn à Zurich, Michael Stettler et Johann Jakob Lauffer à Berne, Christian Wurstisen à Bâle, Ulrich Campell dans les Grisons, Johann Jakob Rüeger à Schaffhouse, François Bonivard à Genève et Josias Simmler en Valais.
En 1576, le même Simmler, professeur de théologie à Zurich, fait paraitre l'année de sa mort une De Helvetiorum Republica libri duo en deux volumes ; cet ouvrage, présenté comme un manuel de droit constitutionnel de la Suisse et de ses cantons et qui résume l'histoire du pays, connait un succès important à l'étranger grâce à trois traductions simultanées en allemand, en français, puis en hollandais, permettant ainsi de diffuser l'histoire de la Suisse à l'étranger. La première histoire nationale écrite en français, Abrégé de l'histoire générale de la Suisse, parait en 1666 à Lausanne sous la plume de Jean-Baptiste Plantin qui défend l'idée d'une appartenance du pays de Vaud, alors sujet bernois, à l'histoire de la Suisse.
La Réforme protestante et son adoption par la quasi-totalité des villes du plateau suisse va imposer une réécriture de certains passage de l'histoire du pays. C'est en particulier le cas de Rudolf Wyssenbach, imprimeur zurichois spécialisé dans la publication de poèmes racontant les grandes batailles nationales dans des pamphlets destinés au grand public ; il fait ainsi paraitre en 1601 une version du récit de la bataille de Näfels qui, outre l'ajout de nombreux éléments dramatiques, transforme les prières effectuée par les Glaronnais : originellement adressées à Saint Fridolin et Saint Hilarius, les saints protecteurs du pays selon la version antérieure de Tschudi, elles ne sont plus adressées qu'à Dieu, rendant ainsi le texte plus conforme au public protestant de la ville de Zurich. Loin de simplement reproduire les récits du passé, les imprimeurs et éditeurs successifs modifient et font évoluer ceux-ci selon les besoins politiques et les goûts du public.

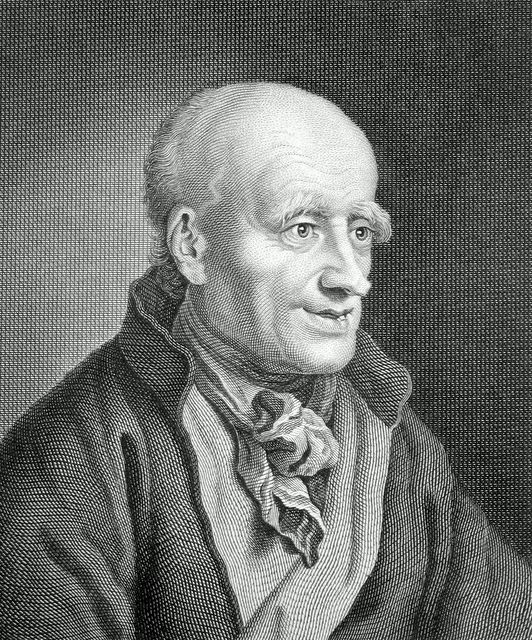
Johann Jakob Bodmer

Le passage à l'époque des Lumières est marqué dans l'historiographie de la Suisse par la publication en 1680 de l'Historia naturalis Helvetiae curiosa du médecin Johann Jakob Wagner qui exerce alors à Zurich et qui, pour la première fois, aborde l'histoire du pays en remettant en cause certains des mythes fondateurs ainsi que la qualité de certaines des sources historiques. Cette tendance à remettre en cause la version gouvernementale des évènements est encore accentuée par le professeur zurichois Johann Jakob Bodmer qui, chargé en 1729 par le Conseil de sa ville de continuer une chronique historique, se voit retirer cette commande à la suite d'une intervention de la censure pour qui les historiens doivent alors se contenter de relater les faits et gestes des différents gouvernements sans émettre de critiques ni pouvoir consulter les documents d'archive. Bodmer va toutefois pouvoir publier son Thesaurus historiae helveticae en 1735 avant de prendre la direction de la première revue scientifique suisse, l'Helvetische Bibliothek qui est suivie la même année par le Mercure suisse (rebaptisé par la suite Journal helvétique), édité par Louis Bourguet à Neuchâtel puis dès 1783 par le Schweizerische Museum de Johann Heinrich Füssli, première revue consacrée entièrement à l'histoire du pays. C'est en particulier de cette période que datent la définition folklorique du Suisse montagnard, habitant heureux des vallées alpines et défenseur par les armes de sa liberté face aux envahisseurs autrichiens. Cette mise en avant de l'histoire des Waldstätten, appuyée par une recherche constante de chartes historiques qui attestent des libertés concédées aux communautés suisses, touche un public de plus en plus large ; le début de l'enseignement scolaire de l'histoire accentue encore cette tendance : Bodmer en particulier rédige des Historische Erzählungen (récits historiques en allemand) destinés aux étudiants. En 1771, alors que la période romaine du pays est redécouverte par des historiens tels qu'Erasmus Ritter ou Friedrich Samuel Schmidt, le bailli de Nyon Gottlieb-Emanuel de Haller publie un ouvrage intitulé Conseils pour former une Bibliothèque historique de la Suisse ; 14 ans plus tard, il sort le premier des six volumes de sa Bibliothèque historique de la Suisse qui référence, en allemand, près de 12 000 ouvrages alors publiés sur l'histoire de la Suisse en trois langues ; ce travail bibliographique sera poursuivi par la suite, en particulier, dès le XIXe siècle, par la Bibliothèque nationale suisse qui publie, dès 1913, une Bibliographie de l'histoire suisse regroupant plus de 100 000 titres répertoriés.
La plus importante réalisation du domaine historiographie dans la Suisse des Lumières est toutefois le dictionnaire encyclopédique Allgemeines Helvetisches, Eydgenössisches, Oder Schweitzerisches Lexicon du banquier et politicien zurichois Johann Jacob Leu dont les 20 volumes, entièrement écrits par lui-même, paraissent entre 1747 et 1765 ; par la suite, six volumes supplémentaires seront publiés entre 1786 et 1795 par le pharmacien Hans Jakob Holzhalb. Une traduction abrégée en français en est publié en 1776 par Gottlieb Emanuel von Haller, déjà cité, et Vincent Bernard de Tscharner en deux volumes sous le titre de Dictionnaire géographique, historique et politique de la Suisse. Le même Haller est toutefois rejeté par les autorités lorsqu'il publie, en 1760, la brochure du pasteur bernois Uriel Freudenberger intitulée Guillaume Tell, fable danoise qui remet en cause la figure historique de Guillaume Tell : l'ouvrage est brûlé par le bourreau du canton d'Uri et suscite un tollé amenant même une recrudescence du culte rendu à celui qui est alors présenté comme le symbole même de la liberté suisse.

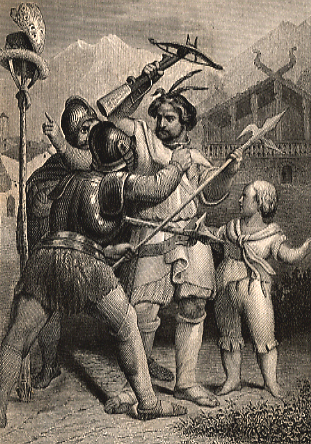
Représentation du mythe de Guillaume Tell.

Cette position critique devant les sources employées par les auteurs du passé se développe cependant pendant l'ensemble du XIXe siècle avec en particulier Joseph Eutych Koppqui introduit la notion du mythe de Tell, Pierre Vaucher ou Albert Rilliet et son ouvrage Les origines de la Confédération suisse, histoire et légende. Elle se double d'une recherche de documents originaux de l'époque dont en particulier le Pacte fédéral de 1291, qui est promu en 1760 acte fondateur de la Suisse et permet à Carl Hilty et Wilhelm Oechsli de fixer la première Fête nationale suisse le 1er août 1891.
Dans le même temps, plusieurs officiers rédigent des monographies sur l'histoire militaire du pays en focalisant leur attention, comme le veut la coutume de l'époque dans ce genre littéraire, sur les stratégies utilisées par les officiers supérieurs lors des différentes batailles de l'histoire du pays. Parmi ces auteurs, on trouve le lieutenant Beat-Fidel Zurlauben, auteur entre 1751 et 1753 d'une Histoire militaire des Suisses au service de la France, avec les pièces justificatives en 8 volumes, Beat Emmanuel May qui rédige en 1788 une Histoire militaire de la Suisse et celle des Suisses dans les différens services de l'Europe, composée et rédigée sur des ouvrages et pièces authentiques en 8 volumes, ou encore le colonel commandant de compagnie et lieutenant de vaisseau Victor Emmanuel Thellung de Courtelary, auteur en particulier d'un ouvrage intitulé Remarques sur l'ancienne organisation militaire suisse et son influence sur la défense du canton de Berne en 1798, ainsi que d'Esquisses militaires publiées en 1806.

### De la révolution helvétique à la guerre du Sonderbund
Dans les temps politiquement troublés qui suivent l'invasion française de 1798, les lecteurs se passionnent pour l'image héroïque d'un peuple guerrier et patriotique décrit dans l'œuvre du schaffhousois de Jean de Müller (en allemand Johannes von Müller, dont les cinq volumes de l' Histoire de la Confédération suisse (en allemand Geschichte schweizerischer Eidgenossenschaft) paraissent dans leur édition originale entre 1786 et 1808 et racontent l'histoire du pays jusqu'à la guerre de Souabe sous la forme d'une épopée qui connaitra un important succès d'audience pendant une grande partie du XIXe siècle, bien que l'auteur ait dû quitter le pays et s'exiler pour terminer son œuvre, après que le gouvernement lui ait imposé certaines modifications. Son travail est par la suite repris et poursuivi par une génération d'historiens : la période allant des guerres de Souabe à celles d'Italie est couverte par Robert Glutz von Blotzheim en 1816 et l'histoire de la Réforme protestante est traitée entre 1825 et 1829 par le théologien protestant Johann Jakob Hottinger ; le travail passe ensuite dans la partie romande du pays où Louis Vulliemin, cofondateur de la « société d'histoire de la Suisse romande » traite les XVIe et XVIIe siècles entre 1840 et 1841. L'ensemble de l'Histoire de la Confédération suisse est enfin traduite en français et terminée par Charles Monnard, avant d'être publiée entre 1842 et 1853.

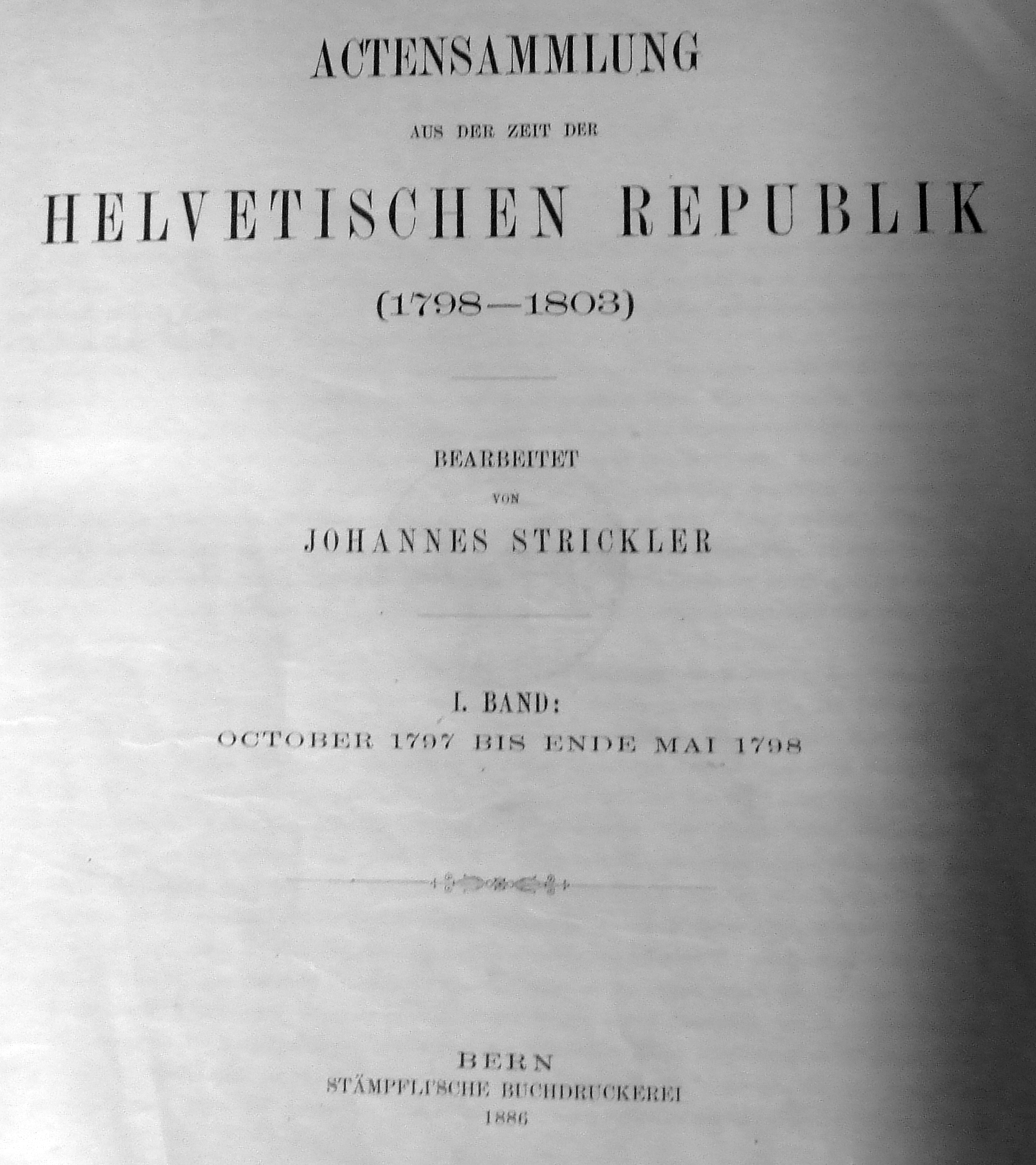
Actes de la République helvétique

Le court régime de la République helvétique introduit de façon durable une démocratisation de l'école dans laquelle l'histoire, qu'elle soit nationale ou internationale, se taille une place importante à tous les niveaux de l'instruction : la plupart des cantons suisses publient des manuels scolaires d'histoire pour les classes primaires, alors que des chaires d'histoire suisse sont créées dans les facultés de Lettres des grandes universités du pays. C'est également pendant cette période qu'est créée, en 1811, la première Société générale suisse d'histoire ; celle-ci sera suivie, tout au long du siècle, par différentes sociétés cantonales, régionales ou locales qui publient des revues ainsi que divers ouvrages plus ou moins populaires.
Les différents régimes qui se succèdent pendant la première moitié du XIXe siècle vont tenter de figer l'histoire du pays respectivement sur les acquis démocratiques de 1798, le retour à l'Ancien régime de la Restauration de 1815, ou encore les révolutions libérales de la Régénération des années 1830. À titre d'exemple, la guerre du Sonderbund de 1847 n'est utilisée, dans les décennies qui suivent le conflit, que comme exemple négatif montrant les risques de division interne ; aucune étude historiographique officielle n'est publiée dans les années qui suivent l'évènement qui, lui-même, n'est pratiquement pas cité nominalement ; la classe politique de l'époque préconise alors « lors d'événements politiques, l'oubli général du passé est un acte de la plus haute prudence ».
De nombreux participants directs à la guerre du Sonderbund vont toutefois, dans les années suivant directement l'évènement, faire paraitre leurs mémoires, souvenirs ou études : qu'ils se placent clairement dans le camp des vainqueurs radicaux tels que, dans le camp des perdants avec Constantin Siegwart-Müller qui intitule ses mémoires La victoire de la violence sur la loi ou avec Joseph Balthasar Ulrich, son secrétaire, et son livre La guerre civile suisse ou enfin qu'ils se cantonnent dans un juste milieu, reconnaissant, tel par exemple Gallus Jakob Baumgartner, l'inévitabilité d'une révolution politique tout en appelant de ses vœux la réduction au minimum de la centralisation des pouvoirs aux mains de l'État.

### De la Constitution de 1848 au début duXXesiècle
C'est cependant l'établissement de l'État fédéral de 1848 qui va profondément modifier l'écriture historique du pays en la focalisant sur la Constitution de 1848 que l'historiographie moderne considère comme l'élément « fondateur de la Suisse actuelle ». L'approche officielle du passé fait dès lors remonter la création de l'État au Pacte fédéral de 1291 et présente les années suivantes comme une chaîne d'évènements, marqués principalement par l'entrée progressive des différents cantons dans la Confédération, tendant vers la fondation de la Suisse moderne qui en est la finalité ultime sous la forme d'une lente construction organique. Cette vision de l'histoire, centrée sur la politique et le militaire, restera la vision traditionnellement dominante en Suisse jusqu'au milieu du XXe siècle ; portée par les ouvrages généraux de Johannes Dierauer et sa Geschichte der Schweizerischen Eidgenossenschaft écrite entre 1887 et 1917, d'Ernst Gagliardi et son Geschichte der Schweiz von den Anfängen bis zur Gegenwart abondamment sourcée, d'Edgar Bonjour et sa Geschichte der schweizerischen Neutralität en neuf volumes parus entre 1965 et 1976, elle se retrouve jusque dans les manuels scolaires d'histoire suisse, tel que le (de) Handbuch der Schweizer Geschichte en deux volumes, parus en 1972 et 1977 sous la direction de Hanno Helbling ou le Manuel d’histoire suisse destiné à servir d’introduction à une étude raisonnée et approfondie d’histoire nationale publié par le Fribourgeois Alexandre Daguet en 1847 et qui sera ensuite réédité sous le nom d'Histoire de la Confédération suisse.
Dans la représentation historiographie mise en place à cette époque, la création d'un « noyau initial » est suivie par une phase d'agrandissement qui se poursuit jusqu'à la bataille de Marignan après laquelle le pays connait plusieurs déchirement internes impliquant un repli sur soi jusqu'à l'invasion française. La courte période de la République helvétique est alors largement ignorée, l'étude de l'histoire nationale reprenant alors lors de la Restauration et des années suivantes qui sont présentées comme une préparation à 1848 ; par la suite, les évènements de la fin du siècle et du début du XXe siècle sont interprétés comme des moyens de défendre ou d'améliorer ce système. Cette représentation historiographie est alors basée sur les deux concepts de liberté (posée en élément central de la quête fondamentale poursuivie par les générations) et d'amour de l'indépendance vis-à-vis de l'« étranger ». Ces deux éléments permettent aux historiens d'expliquer la politique extérieure du pays, exaltant la neutralité du pays comme étant un fait « naturel » et de créer un sentiment d'unité au sein de la population, contribuant ainsi à la construction nationale du pays. Pendant la même période, une image idyllique la Suisse voit le jour à l'étranger où le pays est présenté comme une « Arcadie peuplée de bergers vivant[s], dans l’égalité la plus absolue, du lait de leur brebis, en des cabanes ornées de fleurs » ; progressivement, cette image véhiculée par la littérature revient ensuite dans le pays où certains habitants eux-mêmes se mettent à croire que leurs ancêtres sont des bergers et que la survie du pays passe par un retour obligé à ces mœurs primitives.

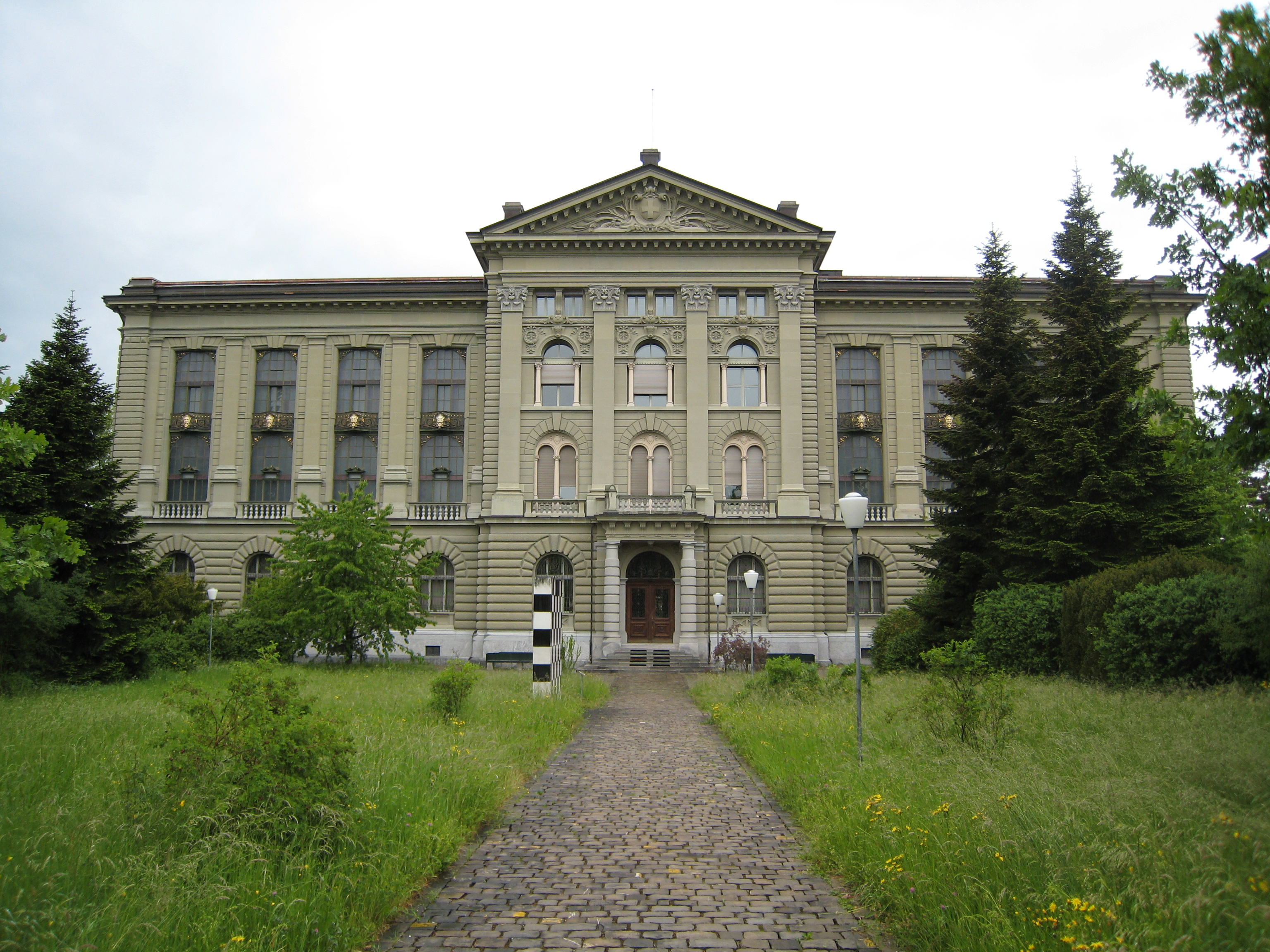
Le bâtiment abritant les archives fédérales à Berne

Pendant cette période de mise en place de l'État fédéral, les politiques affichent une volonté claire de mettre en avant l'histoire : la création de chaires d'histoire nationale dans les différentes facultés de lettres des Universités du pays, l'édition du Recueil des sources du droit suisse dès 1898, la fondation en 1894 de la Bibliothèque nationale suisse, ainsi que la création, en 1848, des Archives fédérales dont l'une des premières tâches sera de publier l'ensemble des documents, actes et protocoles produits par les différentes Diètes fédérales (Amtliche Sammlung der ältern Eidgenössischen Abschiede et par le gouvernement de la République helvétique (Aktensammlung aus der Zeit der Helvetik) ; le premier volume de cette publication sort en 1856 et le dernier en 1966. Enfin, le premier ouvrage consacré à l'historiographie de la Suisse, intitulé Geschichte der Historiographie in der Schweiz est l'œuvre de Georg von Wyss.
Entre la fin du XIXe et le début du XXe siècle, le travail des historiens se porte en particulier sur l'archéologie et l'étude de la Préhistoire grâce à la mise au point de nouvelles méthodes de fouilles ainsi que sur le Moyen Âge, à la suite de l'intérêt porté à cette époque par les sociétés historiques d'autres pays européens. Les publications sur ces thèmes sont en grande majorité le fait d'un nouveau corps d'historiens de métier formés par les Universités allemandes et françaises à une approche plus scientifique de l'histoire et de l'historiographie. À l'inverse, les XVIIe et le début du XVIIIe siècle, considérés comme des périodes d'immobilisme et de division interne, ne sont que peu étudiés, si ce n'est sur le plan culturel ou religieux, avec, en particulier Der schweizerische Protestantismus in 18. Jahrhundert du théologien zurichois Paul Wernle. À l'autre extrémité du spectre, ce sont des maîtres d'école ou des notables locaux qui vont, dès la seconde moitié du XIXe siècle faire paraitre de très nombreuses monographies sur des régions ou des communes, souvent commanditées par les autorités de ces dernières ; le genre s'est développé pendant le XXe siècle avec l'apparition de livres de photos et/ou de dessins ainsi que de périodiques locaux dont le nombre est évalué à plus de 200 pendant la seconde moitié du siècle.
La période voit également le début de l'étude de l'histoire du droit en Suisse. Depuis 1898 et le début de la parution du Recueil des sources du droit suisse (qui continue à paraître au début du XXIe siècle sous le nom de Recueil systématique du droit fédéral) par la société suisse des juristes, plusieurs ouvrages ont vu le jour, en particulier le System des schweizerischen Privatrechts de Eugen Huber, créateur du Code civil, en 1893, la Geschichte des neueren schweizerischen Staatsrechts d'Edouard His en 1928 ou le Traité de droit constitutionnel suisse du neuchâtelois Jean-François Aubert en 1967.

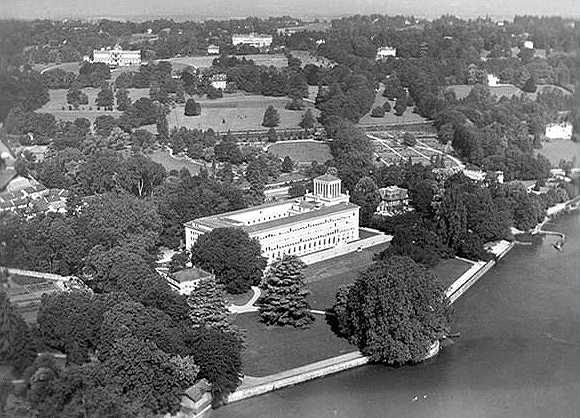
Vue aérienne de 1926 du centre William Rappard à Genève

Enfin, cette période est également fertile en publications et études sur l'aspect socio-économique de la Suisse, sous l'impulsion de l'économiste et diplomate William Rappard qui publie Le Facteur économique dans l’avènement de la démocratie moderne en Suisse en deux volumes ; cet ouvrage, comprenant en particulier une bibliographie comptant plus de 700 titres fera de Rappard « le plus important et le plus intéressant des historiens suisses de la première moitié [du XXe] siècle ». À la suite de Rappart, Eduard Fueter publie en 1928 une analyse socio-économique du pays depuis 1848, quelques années seulement après avoir sorti sa Geschichte der neueren Historiographie, qu'il décrit lui-même comme une « histoire de l'écriture de l'histoire en Europe ». C'est enfin le tour du socialiste Valentin Gitermann de conclure cette première vague économique avec son ouvrage Geschichte der Schweiz qui sera ensuite réédité en 1941 et 1949.
Au déclenchement de la Première Guerre mondiale, il n'y a de fait pratiquement plus d'historiens spécialisés en économique en Suisse, cette matière étant alors largement dominée par l'histoire politique conservatrice et radicale qui démontre à l'envi que l'histoire suisse a atteint son but avec la mise en place de l'État fédéral de 1848. Ce n'est que dans les années 1960 que cette discipline ne connaitra à nouveau une embellie avec la transformation de la chaire de l'Université de Genève en institut et la création d'un centre de recherche en histoire économique et sociale à l'Université de Zurich ; les sujets étudiés portent alors principalement sur l'industrialisation d'une part et l'agriculture et l'environnement de l'autre part.

## L'historiographie duXXesiècle

### Entre les deux Guerres mondiales

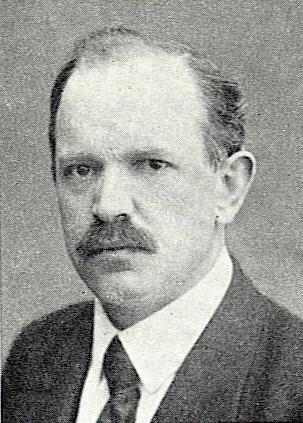
Portrait de Robert Grimm

Le modèle historique soutenu par le pouvoir radical présentant l'avènement de l'État fédéral en 1848 comme un but ultime se heurte à l'entrée du pays dans le XXe siècle, entrée marquée d'une part par d'incessants conflits sociaux débouchant sur la grève générale de 1918 et d'autre part par une gestion financière désastreuse des coûts liés à la mobilisation lors de la Première Guerre mondiale par le gouvernement fédéral.
Dans ce cadre, deux personnalités vont chacun faire paraitre un ouvrage retraçant l'histoire du pays, bien que ni l'un ni l'autre ne soient historiens.
C'est tout d'abord Robert Grimm, leader syndical alors emprisonné, qui rédige en 1920 un ouvrage sur la lutte des classes dans l'histoire suisse. Intitulé Geschichte der Schweiz in ihren Klassenkämpfen, son livre décrit la formation de l'État fédéral comme une « révolution bourgeoise » et loue les qualités et les capacités d'initiative des radicaux d'alors, par comparaison avec leurs homologues contemporains décrits comme « conservateurs de la petite bourgeoisie ». Son ouvrage ne connait toutefois que peu de succès et n'est redécouvert que quelques décennies plus tard.
Le second auteur est l'écrivain et aristocrate Neuchâtelois Gonzague de Reynold qui publie, en 1929, son ouvrage La démocratie et la Suisse, Essai d'une philosophie de notre histoire dans lequel il fait l'apologie de la Suisse catholique, corporative, fédéraliste et patriarcale de l'Ancien Régime et décrie la démocratie dont le temps est, de son point de vue, passé. La parution de cet ouvrage lui coutera son poste à l'Université de Berne.
Toujours dans les années 1920, plusieurs grands synthèses paraissant, tels que l'Histoire militaire de la Suisse de Markus Feldmann et Hans George Wirz commanditée par Sprecher von Bernegg, chef de l'état-major général de l'armée suisse pendant la Première Guerre mondiale. Éditée en 12 cahiers et quatre volumes entre 1915 et 1936, cette histoire militaire couvre la période s'étendant entre 1315 et 1914. C'est pendant cette même période que sort le Dictionnaire historique et biographique de la Suisse dont les sept volumes sont édités et en partie écrits par le neuchâtelois Victor Attinger ; réalisé dans des conditions matérielles difficiles dues en particulier à l'indiscipline des auteurs, cet ouvrage, dont la parution entrainera la faillite de trois sociétés successives, connait cependant un large succès public, en particulier grâce à certains articles polémiques : celui présentant par exemple la République helvétique sous un jour largement plus favorable qu'il était alors communément admis, vaut à son auteur
Alfred Rufer le qualificatif de « jacobinisme étroit » sous la plume d'un journaliste lausannois.
Enfin, en 1932, les quatre historiens Emil Dürr, Richard Feller, Leonhard von Muralt et Hans Nabholz joignent leurs forces pour faire paraitre une Geschichte der Schweiz imprimée en deux volumes et qui, outre les traditionnels éléments d'histoire politique et militaire, met l'accent sur les faits « économiques et culturels ».

### LeSonderfall

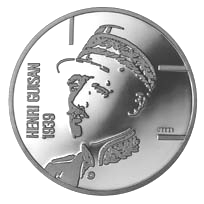
Pièce commémorative de 5.- CHF datée de 1989 et représentant le général Guisan.

Dès le début des années 1930 et devant la montée en puissances des régimes totalitaires voisins, le pays va connaitre une période de repli identitaire qui se traduit en particulier par un retour aux traditions et aux mythes fondateurs ; ce mouvement, lancé avec la parution de Quellenwerk zur Entstehung der Eidgenossenschaft de Karl Meyer qui rassemble de nombreux éléments de sources venant à la fois des chroniques illustrées, du livre blanc, des édits de droit et de divers documents allant jusqu'au début du XVe siècle, renie l'accord quasi-général des historiens de l'époque pour dire que différents traités disparus avaient précédé le pacte de 1291, pour donner à ce dernier le poids d'un acte fondateur en utilisant de nombreuses comparaisons jugées, même à l'époque, hasardeuses.
En 1941, utilisant à nouveau de nombreuses sources traditionnelles, le même Karl Meyer publie, dans le cadre des célébrations du 650e anniversaire du pacte de 1291, Der Ursprung der Eidgenossenschaft (littéralement l'origine de la Confédération), dans lequel il met en avant l'idée de guerre de libération du pays menacé par une puissance étrangère, tirant ainsi un parallèle avec la situation politique du moment. Les thèses de Meyer sont reprises par plusieurs historiens tels que Richard Feller, Werner Näf ou Hans Nabholz qui mettent en avant plusieurs spécificités de l'histoire de la Suisse par rapport à ses voisins, contribuant ainsi directement à l'apparition du concept de « Sonderfall Schweiz » (littéralement cas particulier Suisse). Dans les années suivantes, ce concept va se développer et s'étendre, englobant en particulier la notion de défense du territoire mis en avant avec le « réduit national » du général Henri Guisan ou celle de neutralité perpétuelle d'un petit État « qui [..] s'est retiré des grandes affaires de ce monde et reste [..] toujours disposée à rendre des services de pays neutre à la communauté des Nations ».
Ces théories, bien que largement répandues dans le grand public, sont remises en cause dès les années 1950 par plusieurs autres historiens dont les premiers seront le thurgovien Bruno Meyer ou l'autrichien Theodor Mayer. Les historiens nationaux vont s'appliquer à démontrer la fausseté d'un certain nombre de mythes liés à la construction du pays et utilisés en particulier dans le discours politique : outre le mythe fondateur de 1291 qui attribue aux premiers cantons la volonté de créer un État moderne, se trouvent ainsi dénis le statut libératoire et démocratique des Waldstätten contre la puissance des Habsbourg, le traitement égalitaire des nouveaux cantons qui « entrent » dans la Confédération, la séparation du pays du Saint-Empire romain germanique lors des traités de Westphalie en 1648, la précision et la pérennité des frontières nationales, le concept de « neutralité » qui aurait été appliqué lors de la Guerre de Trente Ans, l'image idéalisée d'unité entre des populations différentes et surtout la notion de « Suisse terre d'asile », justifiée en grande partie par l'action du comité international de la Croix-Rouge.

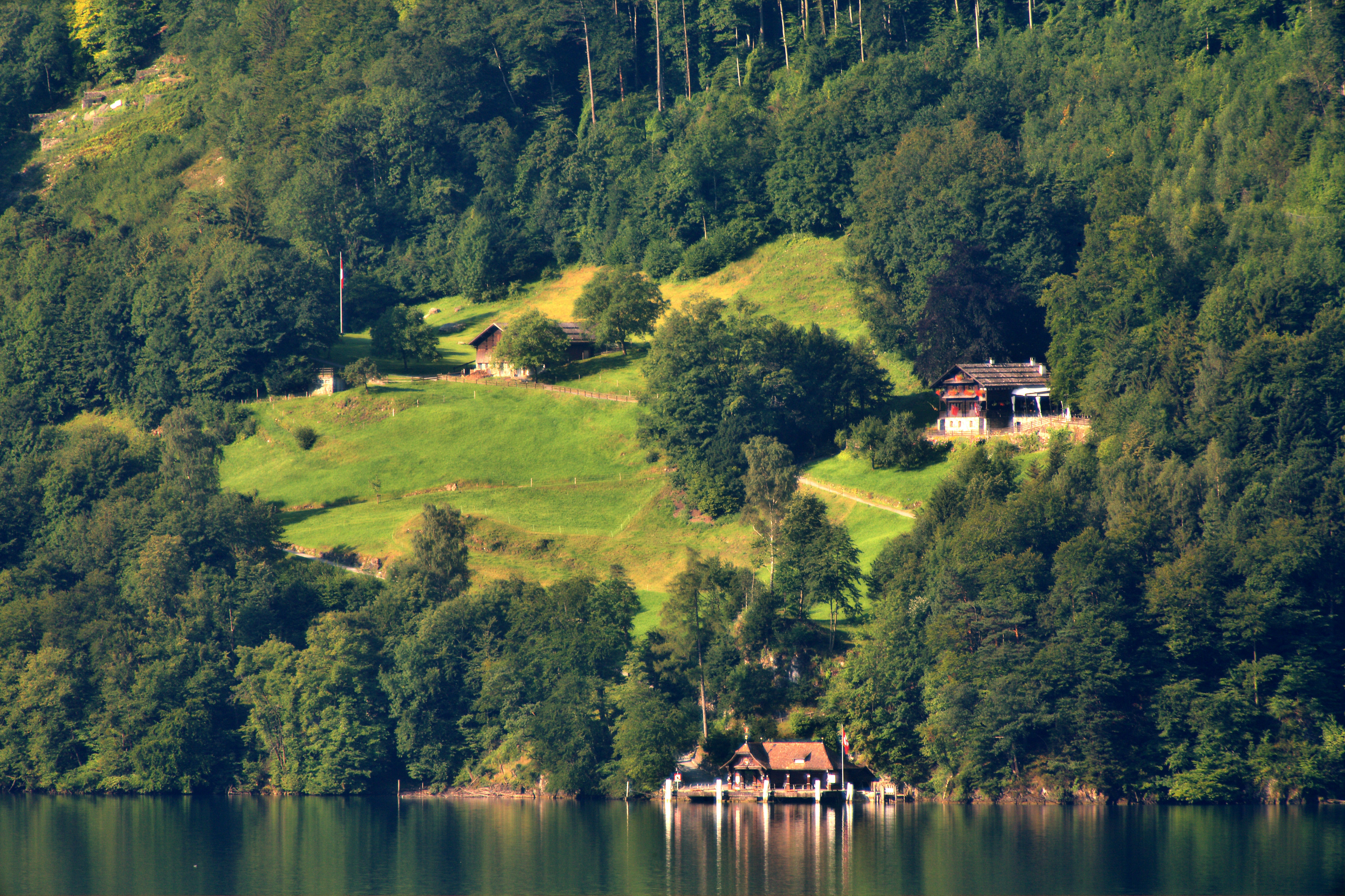
La plaine du Grütli.

Ce n'est qu'à la fin des années 1990, alors que, quelques années auparavant, un président de la Confédération louait encore le système politique du pays qui, selon lui « apparaît comme la solution optimale de nos problèmes qui reflètent la diversité des populations, des langues et des confessions », qu'une partie des personnalités politiques du pays dénonceront ces idées, osant affirmer que « la Suisse n’est plus un cas particulier, [elle] vit la même expérience - la même aventure - que tous les États démocratiques pratiquant l’économie de marché et la solidarité sociale », aidés en cela par des économistes et des scientifiques tels qu'Alain Schoenenberger et Jean-Daniel Clavel, auteurs la même année de l'essai Sonderfall ade - die Schweiz auf neuen Wegen.
Selon l'historien Hans Ulrich Jost, une partie de la classe politique suisse utilise encore, au début du XXIe siècle une « construction idéologique de l'histoire nationale, voir nationaliste » en dépit des études montrant la forte imbrication de l'histoire suisse dans celle du continent européen ; toujours selon lui, cette démagogie politique qui fait appel à des symboles tels que la plaine du Grütli ou le Réduit national est utilisée dans le but de mobiliser une partie de la population et doit être combattue par les historiens qui ont la responsabilité de « mener une profonde critique de l'histoire nationale ».

### Historiographie de la classe ouvrière
Jusque dans les années 1960, le socialisme et la classe ouvrière ne sont pratiquement traités, dans l'historiographie suisse, que pour brandir la menace du communisme et des dangers supposés pour la démocratie. Après la mise en place en 1959 de la formule magique du Conseil fédéral qui permet à deux membres du parti socialiste suisse de siéger à l'exécutif national, de nombreuses études historiques sont réalisées sur l'évolution du mouvement ouvrier en Suisse : biographies, travaux universitaires et analyses de la grève générale de 1918 se succèdent, conclues par l'étude d'Erich Gruner intitulée Die Arbeiter in der Schweiz im 19. Jahrhundert et parue en 1968. Quelques années plus tard, l'Association pour l'étude de l'histoire du mouvement ouvrier publie, dès 1984, les Cahiers d'histoire du mouvement ouvrier qui évoluent de brochures d'une cinquantaine de pages à leur début jusqu'à des numéros annuels d'une centaine de page, centrés sur un dossier thématique ; cette même association a constitué, depuis 1986, un fonds d'archive sur le mouvement ouvrier déposé à la bibliothèque municipale de Lausanne, alors même que l'ensemble de ses activités est gérée bénévolement et que les cotisations des membres de l'association représentent l'essentiel de son budget et assurent la publication des cahiers.
Après la publication par Erich Grunner d'une analyse économique, politique et sociale de la période allant de 1880 à 1914, le nombre de nouveaux ouvrages traitant spécifiquement du sujet de la classe ouvrière se réduit, faisant écrire à l'historien Hans Ulrich Jost qu'« une synthèse qui permettrait de saisir le rôle et l'importance de la classe ouvrière dans son ensemble, et particulièrement dans ses rapports avec la société bourgeoise helvétique, manque toujours cruellement »

### Retour sur la Seconde Guerre mondiale
Comme dans plusieurs autres pays d'Europe, la Seconde Guerre mondiale est le sujet d'importants débats pendant les dernières années du XXe siècle ; ces discussions, qui portent principalement l'attitude des autorités face au nazisme et à l'extermination des Juifs, mettront à mal le « fragile bricolage » qu'est alors l'identité nationale suisse, selon l'expression de Claude Lévi-Strauss reprise par Marc Perrenoud. Les deux premières études, publiées respectivement en 1957 et 1970, portent principalement sur la politique suisse face aux réfugiés et sur la neutralité ; elles sont commandités par le gouvernement auprès d'historiens suisses, à la suite de la publication, principalement en Allemagne, de documents d'archives et n'ont que peu de répercussions dans le grand public.
Dès décembre 1996, le gouvernement, en particulier sous la pression des organisations juives basées aux États-Unis qui s'occupent des problèmes liés aux avoirs en déshérence, forme une Commission indépendante d'experts Suisse-Seconde Guerre mondiale (CIE), qui sera plus connue sous le nom de « commission Bergier », du nom de son directeur Jean-François Bergier.
Pendant les années 1990, treize personnes issues du monde politique, économique, diplomatique, scientifique et militaire et ayant vécu les évènements de la Seconde Guerre mondiale, se regroupent sous le nom de Groupe de travail histoire vécue afin de « s'engager résolument, au nom de leur vécu personnel, pour une présentation juste et équilibrée de l'histoire de Suisse » et qui définit comme un « devoir patriotique que de [s'] élever contre le dénigrement de la Suisse par des étrangers et, malheureusement, aussi par certains suisses » ; le groupe fonde, en 2000, la « Communauté d’intérêt Suisse – Seconde Guerre mondiale » qui regroupe plusieurs groupes et associations sur ce thème et qui est présidé par le Conseiller national Luzi Stamm. En 2002, le groupe publie, en réaction au rapport de la commission Bergier, un ouvrage intitulé La Suisse face au chantage dans lequel ces témoins dénoncent le travail de la commission qui aurait dressé « l'image d'une Suisse cupide, insensible, pro nazie et antisémite », qui aurait (volontairement ou non) négligé d'entendre les témoins de l'époque et n'aurait pas pris en compte le contexte de l'époque et plus particulièrement les menaces qui pesaient sur le pays. Quatre ans plus tard, il publie La Suisse au pilori?, dans lequel des membres et sympathisants du groupe racontent leur engagement et font part de leurs conclusions « qu'il convient d'en tirer pour l'avenir ». Enfin, en 2008, le groupe publie encore Guerre et neutralité : les neutres face à Hitler avant de décider de sa dissolution.

## L'historiographie actuelle

### Sociétés historiques
Outre la Société suisse d'histoire qui est « l'association pour l'encouragement des études historiques et de la formation historique en Suisse », un grand nombre de cantons disposent de leur propre société historique, regroupées dans la table suivante :
| Canton        | Nom de la société                                                              | Fondation         | Publication |
| ------------- | ------------------------------------------------------------------------------ | ----------------- | --- |
| Argovie       | Historische Gesellschaft des Kantons Aargau                                    | 3 novembre 1859   | La revue annuelle Argovia parait depuis 1860 |
| Bâle Campagne | Gesellschaft für Regionale Kulturgeschichte Baselland                          | 1961              | |
| Bâle Campagne | Forschungsstelle Baselbieter Geschichte                                        | 4 mai 2001        | |
| Bâle-Ville    | Historische und Antiquarische Gesellschaft zu Basel                            | 1833              | La revue annuelle Basler Zeitschrift für Geschichte und Altertumskunde                                                                                   |
| Bâle-Ville    | Gesellschaft für regionale Kulturgeschichte Baselland                          | 1961              | La revue périodique Baselbieter Heinmatblätter |
| Berne         | Historischer Verein des Kantons Bern                                           | 1846              | Le journal annuel Berner Zeitschrift für Geschichte, parait depuis 1997, la série de livres Archiv des Historischen Vereins des Kantons Bern depuis 1848 |
| Fribourg      | Deutscher Geschichtsforschender Verein des Kantons Freiburg                    | 25 juillet 1893   | Le journal annuel Freiburger Geschichtsblätter parait chaque année depuis 1894                                                                           |
| Fribourg      | Une Société d'histoire du canton de Fribourg a également existé de 1840 à 1976 |                   | |
| Genève        | Société d'histoire et d'archéologie de Genève                                  | 1838              | Des mémoires et documents sont publiés depuis 1841, un bulletin annuel l'est depuis 1891.                                                                |
| Genève        | Association pour l'étude de l'histoire régionale                               | 1986              | L'association a fait paraitre, depuis les années 1980, une dizaine d'ouvrages sur des communes ou des personnalités genevoises.                          |
| Glaris        | Historischer Verein des Kantons Glarus                                         | 10 mai 1861       | Le journal annuel parait depuis 1997 |
| Grisons       | Historische Gesellschaft von Graubünden                                        | 1870              | Le journal annuel Jahrbuch der Historischen Gesellschaft von Graubünden parait depuis 1870                                                               |
| Grisons       | Verein für Bündner Kulturforschung                                             | 1 novembre 2005   | le Jahresbericht des Vereins für Bündner Kulturforschung und des Instituts für Kulturforschung Graubünden depuis 2007                                    |
| Grisons       | Società Storica Val Poschiavo                                                  | 1996              | |
| Jura          | Société jurassienne d'émulation                                                | 11 février 1847   | Édition ou coéditions d'ouvrages locaux |
| Lucerne       | Historische Gesellschaft Luzern                                                |                   | Le journal annuel Jahrbuchs der Historischen Gesellschaft Luzern parait depuis 1983                                                                      |
| Neuchâtel     | Société d'histoire et d'archéologie du canton de Neuchâtel                     | 1864              | La Revue historique neuchâteloise est publiée trois à quatre fois par année depuis 1864.                                                                 |
| Nidwald       | Historischer Verein Nidwalden                                                  | 1864              | La revue annuelle Beiträge zur Geschichte Nidwaldens a vu le jour en 1884                                                                                |
| Schaffhouse   | Historischer Verein des Kantons Schaffhausen                                   | 1856              | Publication d'une Schaffhauser Kantonsgeschichte en trois volumes en 1996                                                                                |
| Schyztz       | Historischer Verein des Kantons Schwyz                                         | novembre 1877     | La revue annuelle Mitteilungen des Historischen Vereins des Kantons Schwyz est publiée depuis 1882                                                       |
| Saint-Gall    | Historischer Verein des Kantons St. Gallen                                     | 1859              | La revue annuelle Neujahrsblatt,Herausgegeben vom Historischen Verein des Kantons St.Gallen parait depuis 1861                                           |
| Uri           | Historischer Verein Uri                                                        | 2 juin 1985       | La revue annuelle Historische Neujahrsblätter parait depuis 1895                                                                                         |
| Valais        | Société d'histoire du Valais romand                                            | 1915              | La société du Valais romand a une publication annuelle appelée Les Annales valaisannes                                                                   |
| Valais        | Geschichtforschender Verein Oberwallis                                         | 27 septembre 1888 | |
| Vaud          | Société vaudoise d'histoire et d'archéologie                                   | 3 décembre 1902   | La Revue historique vaudoise, revue annuelle depuis 1893                                                                                                 |
| Zoug          | Zuger Verein für Heimatgeschichte                                              | 6 mai 1852        | Le journal annuel Beiträge zur Zuger Geschichte parait depuis 1977                                                                                       |
| Zurich        | Antiquarische Gesellschaft Zürich                                              | 1832              | La revue annuelle Neujahrsblatt der Antiquarischen Gesellschaft parait depuis 2001                                                                       |

En plus de ces sociétés fédérale et cantonales, des groupes plus spécialisés se sont également formés, qu'ils soient régionaux comme dans le cas de « Mémoires d'Ici », centre de recherche historique du Jura bernois, ou inter-cantonal, comme pour la Verein für Geschichte des Bodensees und seiner Umgebung pour la région du lac de Constance, la « Société d'Histoire de la Suisse Romande » ou l'« Association pour l'Étude de l'Histoire Régionale » pour la Suisse romande, ou encore l'Historischer Verein Zentralschweiz pour la Suisse centrale.
Enfin, plusieurs sociétés extra-cantonales regroupent en Suisse les personnes intéressées dans un domaine particulier de l'histoire ou de l'historiographie : l'histoire de l'art avec la « Société d'histoire de l'art en Suisse » qui a publié entre autres un Inventaire suisse d'architecture 1850–1920 en 11 volumes et l'« association suisse des historiens et historiennes de l'art » organisatrice de colloques et de tables rondes ; l'archivage avec l'« association des archivistes suisses » qui publie une revue mensuelle en collaboration avec l'association des bibliothécaires et l'association suisse de documentation ; le patrimoine industriel avec l'« association suisse d'histoire de la technique et du patrimoine industriel » ; l'armée et le service militaire avec « Rost & Grünspan » et l'« Association suisse d'histoire et de sciences militaires » ; la culture et les traditions populaires avec la « société suisse des traditions populaires » ; l'économie avec la « Société suisse d'histoire économique et sociale » ou encore les bâtiments du Moyen Âge avec la « Schweizerischen Burgenvereins ».

### Projets historiographiques

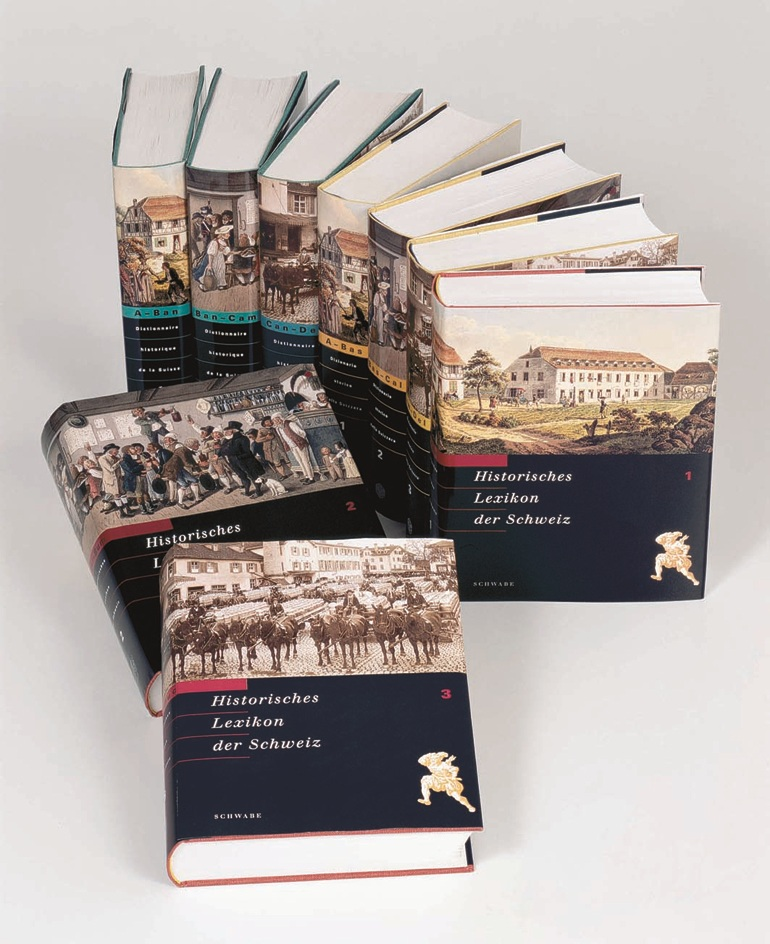
Les trois premiers volumes du DHS dans les trois langues nationales.

#### Le Dictionnaire historique de la Suisse
C'est en 1987 que l'Assemblée fédérale vote la création d'une fondation chargée de la rédaction d'un dictionnaire historique suisse qui soit le successeur du Dictionnaire historique et biographique de la Suisse. Cette fondation, avec l'appui de la Société suisse d'histoire et de l'Académie suisse des sciences humaines et sociales, commence peu de temps après son travail qui consiste en la publication simultanée en français, allemand et italien de 13 volumes couvrant l'ensemble de l'histoire du pays ; les textes réalisés pour le dictionnaire sont également disponibles, dès 1998, en ligne sous la forme d'une banque de données appelée le « e-DHS ». En 2008, le 7e tome est publié alors que 206 000 articles sur les 210 000 prévus sont déjà disponibles en ligne. Selon le conseil fédéral, le travail devrait se terminer vers 2012, le dernier volume étant publié deux ans plus tard.Les articles du DHS, dont la liste complète a été établie avant la publication du premier volume, sont répartis en quatre catégories (biographies, familles, géographie, et thèmes) et sont rédigés par des spécialistes du domaine.

#### SIKART (Schweizerisches Institut für Kunstwissenschaft)
Successeur du Dictionnaire biographique de l'art suisse publié en deux volumes en 1998 par l'Institut suisse pour l'étude de l'art, SIKART est à la fois un dictionnaire électronique et une base de données sur l'art en Suisse et au Liechtenstein, du Moyen Âge à nos jours. La base de données regroupe l'ensemble des artistes intégrés dans SIKART les artistes « actifs dans les domaines des arts visuels (peinture, dessin, aquarelle, gravure, sculpture, arts plastiques, vidéo, installation, photographie, performance, art numérique et art en ligne), qui ont créé des œuvres personnelles de manière avérée (pour les artistes historiques), dont la pratique artistique est exercée de manière professionnelle et qui sont ainsi reconnus par le milieu artistique (pour les artistes contemporains) et possédant la nationalité suisse ou liechtensteinoise ou étrangers actifs sur le territoire de la Suisse ou du Liechtenstein pendant une période conséquente », à l'exclusion des artistes spécialisés dans les domaines des arts appliqués (graphisme, design, fonderie d’art, orfèvrerie, céramique, photographie documentaire, etc.). Libre d'accès depuis juillet 2008, le site propose, en mars 2009, 34 000 références bibliographiques dans les trois langues principales du pays, ainsi qu'en anglais.

#### LaNouvelle Histoire de la Suisse et des Suisses(NHSS)
Dans la seconde partie du XXe siècle, le Handbuch der Schweizer Geschichte, travail collaboratif d'une douzaine de chercheurs paru en deux volumes respectivement en 1972 et 1977, devient l'ouvrage de référence sur l'histoire de Suisse ; sa présentation reste toutefois marquée par la tradition des années 1960 en donnant la part belle à l'histoire évènementielle et politique. C'est dans le but de combler en particulier les lacunes dans le domaine de l'histoire sociale et économique que se regroupent une dizaine d'historiens, au début des années 1980, pour réaliser la Nouvelle Histoire de la Suisse et des Suisses, publiée simultanément en français, allemand et italien en trois volumes entre 1982 et 1983, puis réimprimé en un seul volume quelques années plus tard. L'un des buts de cet ouvrage est alors, pour la première fois, de traduire pour le grand public les concepts mis en avant au cours des dernières années par les historiens nationaux.

#### Les «Documents diplomatiques suisses» (DODIS)
C'est en 1972 qu'une communication, effectuée par l'historien Antoine Fleury alors membre de l'institut des hautes études internationales de Genève, propose un « Avant-projet concernant la publication de documents diplomatiques suisses », destiné à stimuler la recherche historique, reçoit un accueil favorable de la part des principales Universités du pays, ainsi que des autorités fédérales et les différentes associations historiques du pays : une commission nationale est créée dans ce but dès 1975, avec comme tâche de sélectionner les différentes sources officielles permettant de comprendre « l'histoire de la politique étrangère de la Suisse, d’un État neutre mais profondément impliqué dans le système politique international ».
Entre 1979 et 1997, Une première série de 15 volumes couvrant les archives de la période allant de 1848 à 1945 est publiée entre 1979 et 1997. Elle est suivie d'une série de 6 ouvrages, publiés entre 1998 et 2006, qui couvrent la période allant de 1945 à 1961, puis d'une nouvelle série de 3 ouvrages, couvrant la période allant de 1961 à 1969. En parallèle, une base de données appelée « DoDis » a été construite et mise gratuitement à disposition sur Internet pour regrouper à la fois la version numérisée de la première série et l'ensemble des documents utilisés ou référencés dans la seconde série. Elle compte, à fin 2008, plus de 7 800 documents dont 5 792 sous forme d'image électronique.

#### L'association du patrimoine culinaire suisse (Verein Kulinarisches Erbe der Schweiz)
Fondée en 2004 par un projet de la Confédération, l'association du patrimoine culinaire suisse a réalisé un inventaire complet des différentes spécialités culinaires du pays ; cette collection, actuellement disponible sous la forme d'une base de données consultable sur Internet et qui devrait faire l'objet d'un livre initialement prévu pour 2009 de plus de 400 produits étudiés non seulement sur le plan gastronomique, mais également historiquement, détaillant par exemple l'histoire de l'utilisation des épices par les moines pour fabriquer différents types de pain d'épices ou celle de l'évolution des techniques de production des saucisses locales de veau ou de porc..

#### Autres projets
Plusieurs autres projets, privés ou institutionnels, traitent de l'étude de l'histoire de Suisse, en particulier en relation avec Internet et les différents moyens informatiques à disposition. Il s'agit en particulier du site hist.net, créé en 1998 par les historiens Peter Haber et Jan Hode et qui se veut « une plate-forme qui s'occupe des nouveaux médias dans les sciences historique », infoclio.ch, créé sur une initiative conjointe de la société suisse d’histoire et de l'académie suisse des sciences humaines et sociales dans le but de développer, mettre à disposition et faire connaitre l'infrastructure numérique pour les sciences historiques en Suisse, l'association histoire et informatique (H&I), créée en 1989 dans le but « de promouvoir une utilisation qualifiée et appropriée de l'informatique dans la recherche historique, la formation et la documentation » ou encore l'association Memoriav, fondée en 1995 dans le but d'« assurer à long terme la sauvegarde et la mise en valeur du patrimoine audiovisuel suisse ».